# Palazzo Ducale (Colorno)

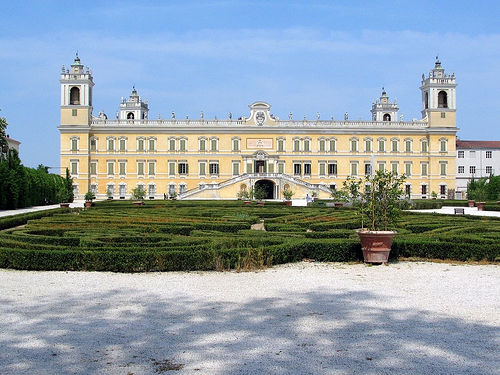
Fachada principal do Palazzo Ducale di Colorno.

O Palazzo Ducale di Colorno (Palácio Ducal de Colorno), também conhecido como Palácio de Colorno, é um palácio da Itália, situado na comuna italiana de Colorno, Província de Parma, Região da Emília-Romanha. Foi construído no início do século XVIII, pelo Duque Francesco Farnésio, sobre as fundações do castelo de Colorno.

## História
O castelo de Colorno, que pertenceu às famílias Correggio e Terzi, foi construído em 1337 por Azzo de Correggio com o objectivo de defender esta zona do Rio Pó. Entre os séculos XVI e XVII, o castelo foi modificado por Bárbara Sanseverino que o transformou em palácio e, por fim, em sede de uma Corte refinada, compreendendo uma prestigiosa colecção de pinturas de Ticiano, Correggio, Mantegna e Rafael Sanzio.
Depois da confiscação e decapitação da Condessa Bárbara Sanseverino desejada pelo Duque  Rainúncio I Farnésio (1569-1622), o palácio de Colorno passou para as mãos dos Farnese em 1612. Rainúncio II Farnésio (1630-1694) a pedido da sua esposa, Margarida Violante de Saboia, começou os trabalhos de ordenamento. No entanto, o actual aspecto do palácio deve-se ao seu filho, Francisco Farnésio (1678-1727), e ao arquitecto Ferdinando Bibbiena.
Em 1731, à morte de António Farnésio (1679-1731), último Duque de Parma, o ducado passou para a posse de Carlos de Bourbon (1716-1788) que acabou por deslocar as colecções e as obras do palácio para Nápoles, domínio que recebeu em 1735 (Carlos de Bourbon foi Rei de Nápoles entre 1735 e 1759).
Em 1749, o ducado passou para Filipe I de Parma (1720-1765), irmão de Carlos de Bourbon e quarto filho de Isabel Farnésio (1692-1766). Filipe confiou ao arquitecto Ennemond Alexandre Petitot o trabalho de arranjar o palácio com o savoir-faire francês, com o intuito de tornar o interior do Palazzo Ducale de Colorno evocativo do Château de Versailles, em homenagem à esposa de Filipe, Luísa Isabel de França (1727-1759), filha predilecta de Luís XV. O aspecto exterior do palácio não voltaria a ser alterado, à exceptção do acrescento da escadaria exterior.
O palácio passou para a posse de Fernando de Bourbon, sucessor de Filipe, e da sua esposa Maria Amália de Habsburgo, a qual, porém, preferia residir no pavilhão de caça de Sala Baganza, longe do marido. Fernando, homem muito religioso, mandou reconstruir o oratório cortesão de São Libório, cuja fachada estava originalmente voltada para o palácio. Por outro lado, também mandou construir o covento dos Dominicanos directamente ligado ao seu apartamento privado por um estreito corredor. Neste apartamento foi, por sua vez, constituída uma biblioteca com mais de 6.000 volumes e criado um observatório astronómico. 
À morte de Fernando I de Parma (1751-1802), sucessor de Filipe, o ducado de Parma foi anexado à França por Napoleão Bonaparte. No dia 28 de Novembro de 1807, um decreto de Napoleão declarou o palácio, Palácio Imperial e novos trabalhos de ordenamento foram realizados. depois do Congresso de Viena de 1815, o dicado foi confiado à esposa de Napoleão, Maria Luísa de Áustria que fez do palácio uma das suas residências preferidas, juntando-lhe um jardim à inglesa.
Após o Risorgimento, o palácio foi cedido pelos Saboia ao domínio do Estado italiano e, em 1870, foi adquirido pela Província de Parma. Quase todos os móveis do palácio foram transferidos para vários palácios dos Saboia, entre os quais o Palazzo del Quirinale, em Roma, o Palazzo Pitti, em Florença, o Palazzo Reale di Torino, em Turim, e a Palazzina di caccia di Stupinigi. Pior sorte tiveram os preciosos lampadários da Sala Grande e da sala de música, que se encontram actualmente no estrangeiro, fazendo parte da Wallace Collection de Londres. 
Depois da aquisição por parte da província, o palácio foi usado como hospital psiquiátrico, o que levou à destruição do teatro da corte para obter espaço. Felizmente, as salas artisticamente mais importantes puderam, em grande parte, salvar-se por se encontrarem destinadas a habitação dos funcionários do hospital. Entre 1915 e o final da Segunda Guerra Mundial encontraram-se instaladas em algumas salas do andar nobre (piano nobile) as primeiras peças recolhidas por Glauco Lombardi, mais tarde transferidas para o museu homónimo, em Parma. 
Perfeitamente íntegra está, pelo contrário, a igreja palaciana de São Libório, assim como o seu órgão Serassi, o qual conta com 2.898 canos e é utilizado para concertos.

## As salas
As salas do andar nobre têm acesso por uma grande escadaria de honra, ligada directamente à Galeria, obtida por um ambiente no qual, originalmente, se encontrava uma capela. A partir da galeria pode-se alcançar o interior da primeira torre voltada para o jardim, no interior da qual se encontra uma primeira saleta chinesa. Daqui, a vista pode estender-se até à outra torre, voltada sobre a praça da povoação, através duma enfiada perspectiva constituída por 11 portas colocadas na mesma linha. É possível imaginar o mobiliário original das salas graças a fotomontagens realizadas por Glauco Lombardi, as quais foram criadas utilizando fotografias dos móveis originais encontrados nos vários palácios dos Saboia. 
A sala mais ampia é precisamente a Sala Grande, cujo aspecto resulta dos trabalhos empreendidos por Petitot, dos quais ainda dispomos dos desenhos originais. A sala divide a parte do palácio destinada aos duques, daquela destinada às duquesas e, pelo facto de ocupar dois andares do palácio, é um exemplo de sala à italiana. Ainda é possível admirar a belíssima decoração em estuque e a lareira realizada por Jean-Baptiste Boudard, embora se tenham perdido os espelhos que cobriam, em parte, as paredes. Até 1848 estava aqui colocada a estátua de Canova representando Maria Luisa, hohe transferida para o Museu Nacional de Parma. 
A segunda sala mais ampla é a Sala de Música, situada no lado que enfrenta o riacho e ainda não restaurada. Pelo contrário, a sala melhor conservada talvez seja a "Sala da Companhia", em cujas paredes se encontrava, em 1861, a colecção de 16 retratos em pastel executados por Liotard, hoje conservados na Palazzina di caccia di Stupinigi.

## Os jardins
A origem do jardim remonta a 1448, quando Roberto Sanseverino encomendou a primeira instalação. Viria a ser aumentado no final de 1500. 
Francisco Farnésio, no início do XVIII, fez expandir o grande parque à italiana com a introdução de fontes espectaculares em mármore, segundo o projecto de Ferdinando Galli da Bibbiena. 
Mais tarde, entre 1750 e 1760, procedeu-se à transformação deste jardim à italiana num jardim à francesa com a confiança no arquitecto francês Ennemond Alexandre Petitot.
Em 1816, Maria Luísa de Áustria transformou-o num jardim à inglesa.
Durante o período que se seguiu ao Risorgimento, o parque degradou-se pouco a pouco, tendo sofrido danos súbitos durante a Segunda Guerra Mundial. A Fonte de Proserpina, depois de ser adquirida pela família Rothschild, encontra-se actualmente em Inglaterra, no parque de Waddesdon Manor, enqunto a Fonte do Trianon se encontra no centro da ilhota do parque ducal de Parma, embora desprovida de muitas das estátuas que tinha originalmente. Também nos jardins do castelo de Montechiarugolo se encontram estátuas provenientes do jardim do Palazzo Ducale di Colorno. 
A partir de 2000, a administração da Província de Parma reconstruíu o parque à francesa, restabelecendo o parterre central, os jogos de água e os berços laterais (áreas protegidas), além de recriar o pequeno lago.